# Варка
Ва́рка (пол. Warka) — місто в східно-центральній Малопольщі, на річці Пілиця. Належить до Груєцького повіту Мазовецького воєводства.

## Назва міста
Перші історичні джерела згадують назву Varca у 1231 році, а в 1508 році з’являється сучасна форма Warka. Походження назви залишається неоднозначним. Згідно з однією гіпотезою, вона походить від кореня war і, ймовірно, позначала місце річкових вирів. Інша теорія пов’язує назву зі словом warzyć (кипіти, вирувати), що відповідає процесу пивоваріння. Warka також означала порцію пива, отриману з одного варіння.

## Істория
Перші згадки про Варку з’являються у XIII столітті. Між 1284 і 1321 роками вона отримала міські права, оскільки у 1321 році князь Тройден I підтвердив, що Варка вже була містом. Воно розвивалося завдяки виробництву пива та торгівлі. У 1478 році мазовецький князь Болеслав V надав Варці привілей: її пиво постачали до княжого двору та продавали в підвалах варшавської ратуші. Цей привілей підтвердили у 1483 році.
У XVI столітті місто переживало розквіт, особливо завдяки пивоварінню. За люстрацією королівських маєтків, у 1577 році у Варці працювали 30 пивоварів. Для порівняння, у більшій Варшаві їх було лише 38. Варка була другим за величиною центром пивоваріння в Мазовії, а її пиво високо цінували, зокрема, Папа Римський Климент VIII.
Колись Варка була великим і багатим містом. Наприклад, угорець Мартон Сепші Чомбор, подорожуючи до Гданська у 1616 році, згадував про це місто у своїй книзі "Europica Varietas", виданій у 1620 році:
"...у цьому місті мешкає багато купців, бо з боку Вісли весь скот женуть сюди, а звідси, навпаки, везуть пшеницю, жито, овес, поташ, мед, віск, дерево; тому купці тут живуть у великому достатку". 
Доказом заможності Варки є те, що ринок колишнього міста знаходився на місці, де сьогодні розташований цвинтар, відомий як «старий». Колись там стояв костел св. Анни. У місті свого часу було кілька костелів: парафіяльний, домініканців, св. Варвари, св. Анни, св. Леонарда, Святого Духа та францисканців. Існує легенда, що колись, багато століть тому, варшавська княгиня писала до княгині варецької: «Коли ж наша Варшава стане такою великою, як Варта?» 
Водночас Варка зазнавала й трагедій. Згаданий Мартон Чомбор відвідав місто одразу після трагічної пожежі 1616 року: "...тут ми чули лише стогін і плач, бо вся пожежа перетворила місто на попіл аж до самої річки; лише одна бідна хатина та плебанія залишилися неушкодженими. У костелі всі вівтарі й усі дзвони згоріли вщент". 
Під час шведського потопу 7 квітня 1656 року регіментар Стефан Чарнецький у битві під Варкою розбив шведські війська, однак подальші військові руйнування знову зупинили розвиток міста.
З 1795 року місто знаходилося під прусською окупацією.
У 1807–1815 роках Варка входила до складу Варшавського герцогства, а згодом – до Королівства Польського. У другій половині XIX століття спостерігалося економічне пожвавлення, розвиток ремесел і дрібної промисловості. Під час Січневого повстання в околицях міста відбувалися збройні сутички. У 1934 році Варка отримала залізничне сполучення з Краковом і Варшавою.
Під час Другої світової війни над Варкою свою першу повітряну битву провів 23 серпня 1944 року 1-й винищувальний авіаційний полк «Варшава», створений при польській армії на сході. Ця дата вважалася днем відродження польської авіації. До 15-ї річниці битви, 23 серпня 1959 року, було відкрито пам’ятну таблицю, вмуровану у стіну ратуші. Також був зведений пам’ятник льотчикам, розташований біля ринкової площі.
Під час нацистської окупації 28 листопада 1940 року німці створили гетто для єврейських мешканців Варки. У ньому перебувало близько 2800 євреїв. 21 лютого 1941 року їх було депортовано до Варшавського гетто, а звідти до табору смерті Треблінка II, де вони були вбиті. 16 січня 1945 року місто було звільнено військами 8-ї гвардійської армії 1-го Білоруського фронту, а також 2-ї піхотної дивізії імені Генрика Домбровського і 3-ї піхотної дивізії імені Ромуальда Траугутта Війська Польського. На їхню честь після війни було встановлено пам'ятник. Місто було майже повністю зруйноване внаслідок бойових дій, пов’язаних із створенням Варецько-Магнушевського плацдарму. Після 1945 року розпочалося відновлення міста та розвиток промисловості. У цей період були засновані Заводи плодоовочевої промисловості та Фабрика прецизійного обладнання. У 1969 році було електрифіковано залізничну лінію, а у 1975 році розширено пивоварню.

## Традиції пивоваріння

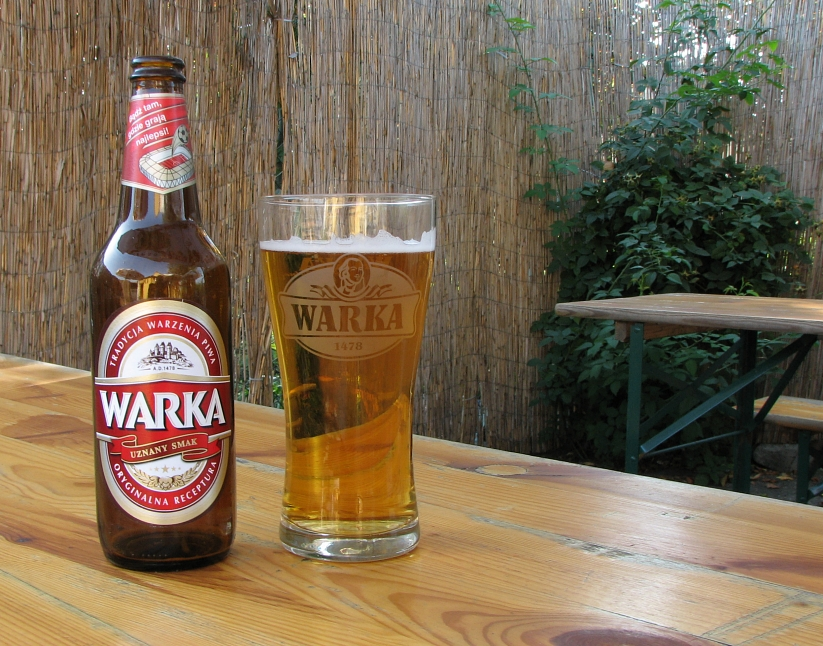
Пиво Варка

Пивоваріння у Варці бере початок із XV століття. У 1478 році місто отримало від князя Болеслава V привілей на постачання пива до княжого двору та його продаж у Варшаві. У XVI столітті у Варці працювали 30 пивоварів, що майже дорівнювало кількості пивоварів у значно більшій Варшаві.
Пиво з Варки цінували за смак і якість, воно було популярним на бенкетах по всій країні. У знак визнання князь Болеслав V у 1483 році повторно надав привілей на виключне постачання варецького пива на свій двір. Єнджей Свенціцький у XVII столітті писав: «Добробут Варки тримався передусім на пиві…».
За раз у Варці працює пивзавод відомий на увесь світ.

## Туризм

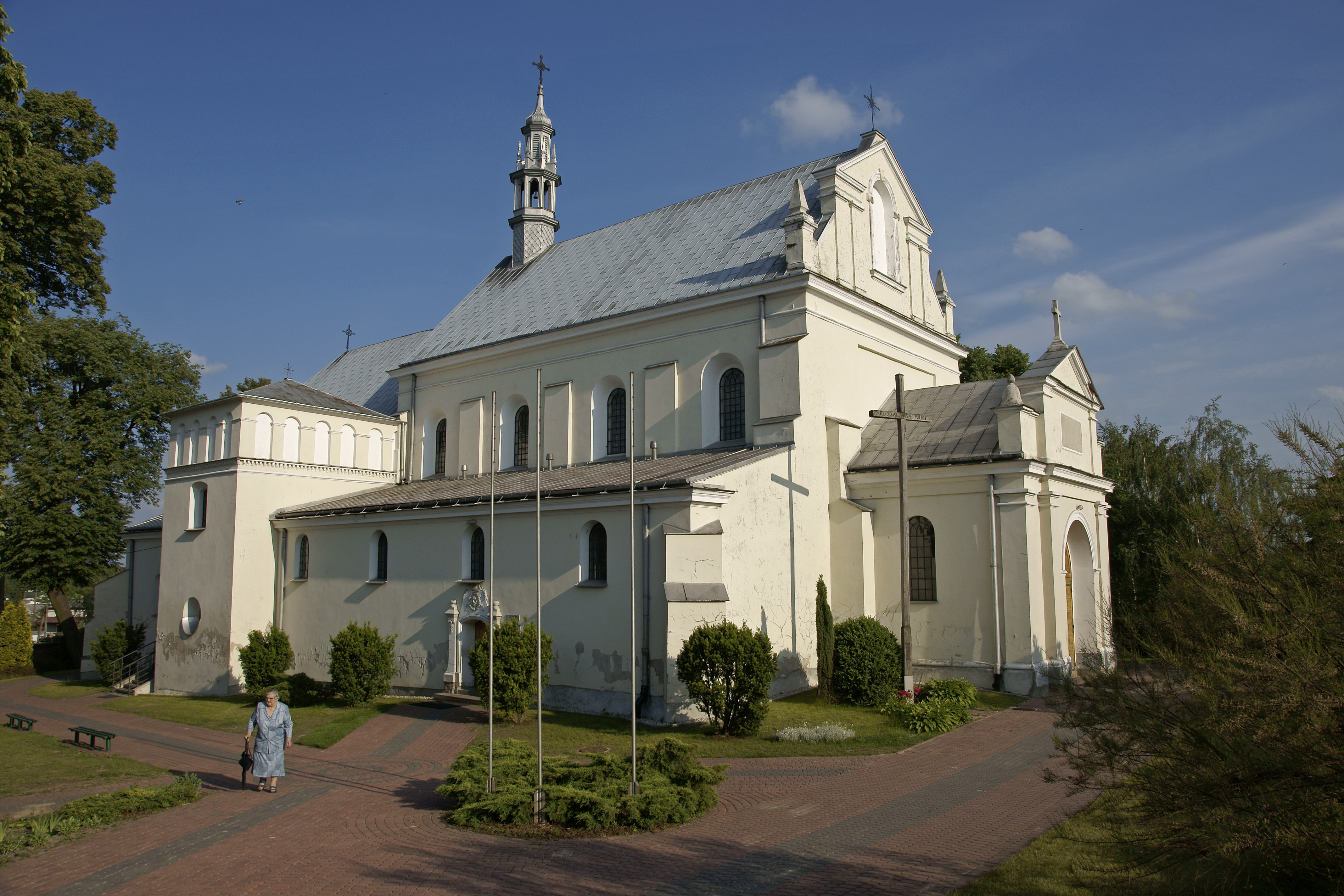
Костел Святого Миколая у Варці

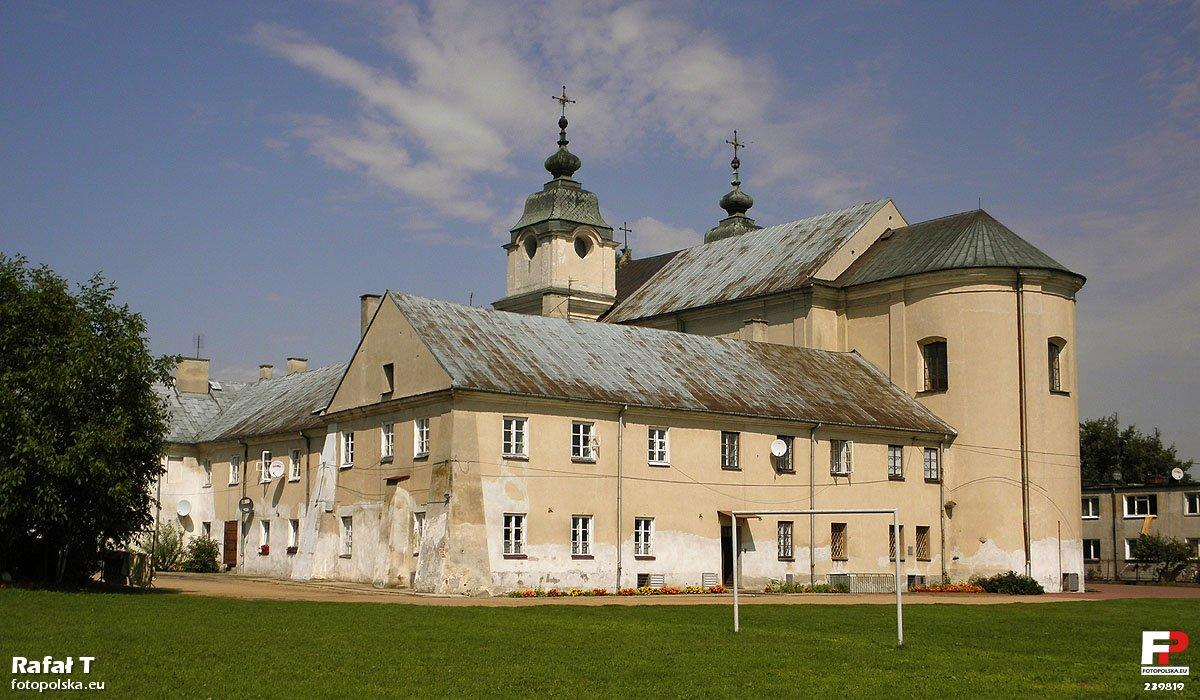
Костел Матері Божої Ласкавої у Варці

### Релігійні пам’ятки
Римо-католицький парафіяльний костел. Святого Миколая у Варці (1603–1661) — споруда в стилі бароко, одна з найстаріших і найцінніших пам'яток міста.
Костел Матері Божої Ласкавої у Варці (1652–1746) — проєкт Антоніо Соларі, виконаний у стилі бароко. Інтер’єр прикрашають барокові вівтарі та рокайльна амвон. Тут зберігаються останки мазовецьких князів Тройдена I, Конрада II Черського та княгині Данути Анни, які були перепоховані з домініканського костелу у 1859 році. Надгробна таблиця створена на честь полковника Петра Висоцького.

### Архітектурні пам’ятки

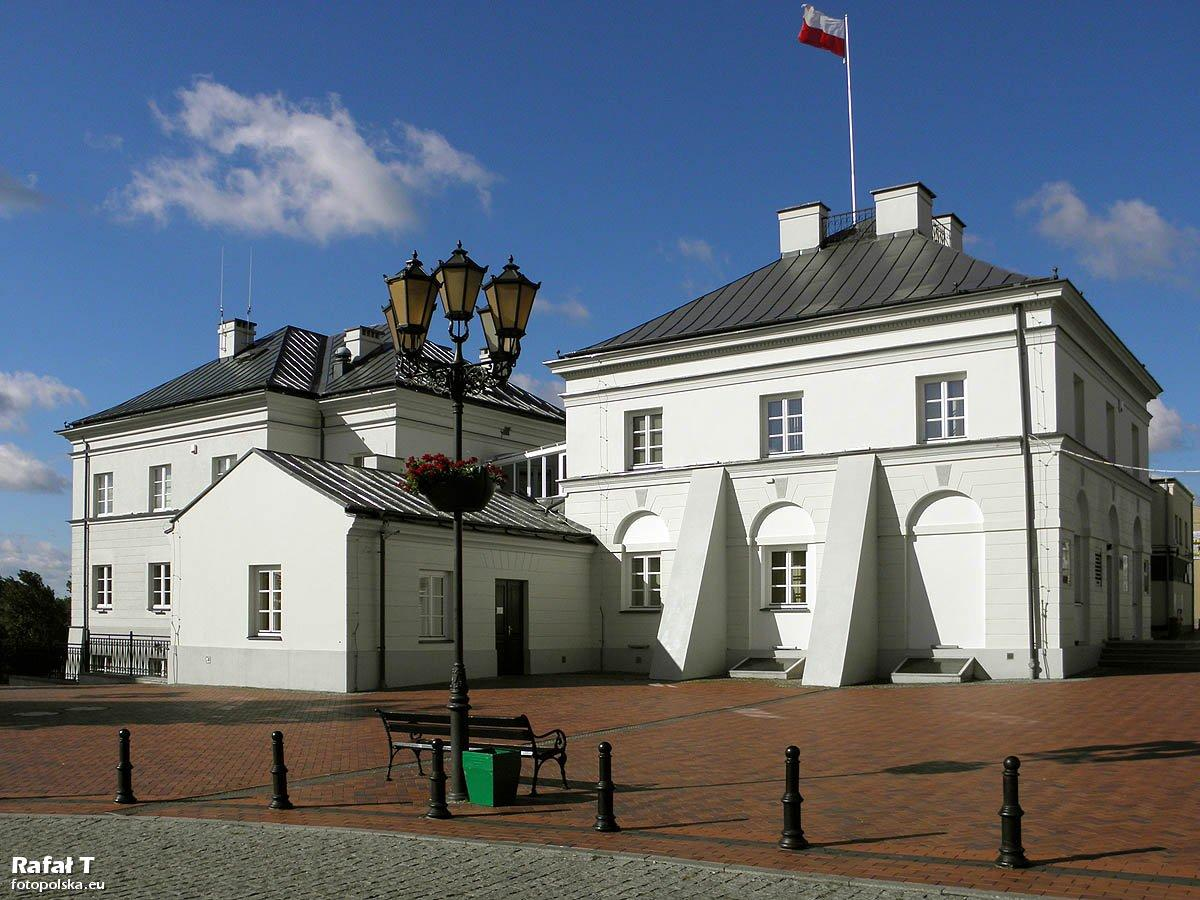
Ратуша в котрій працює ужонд міста та гміни

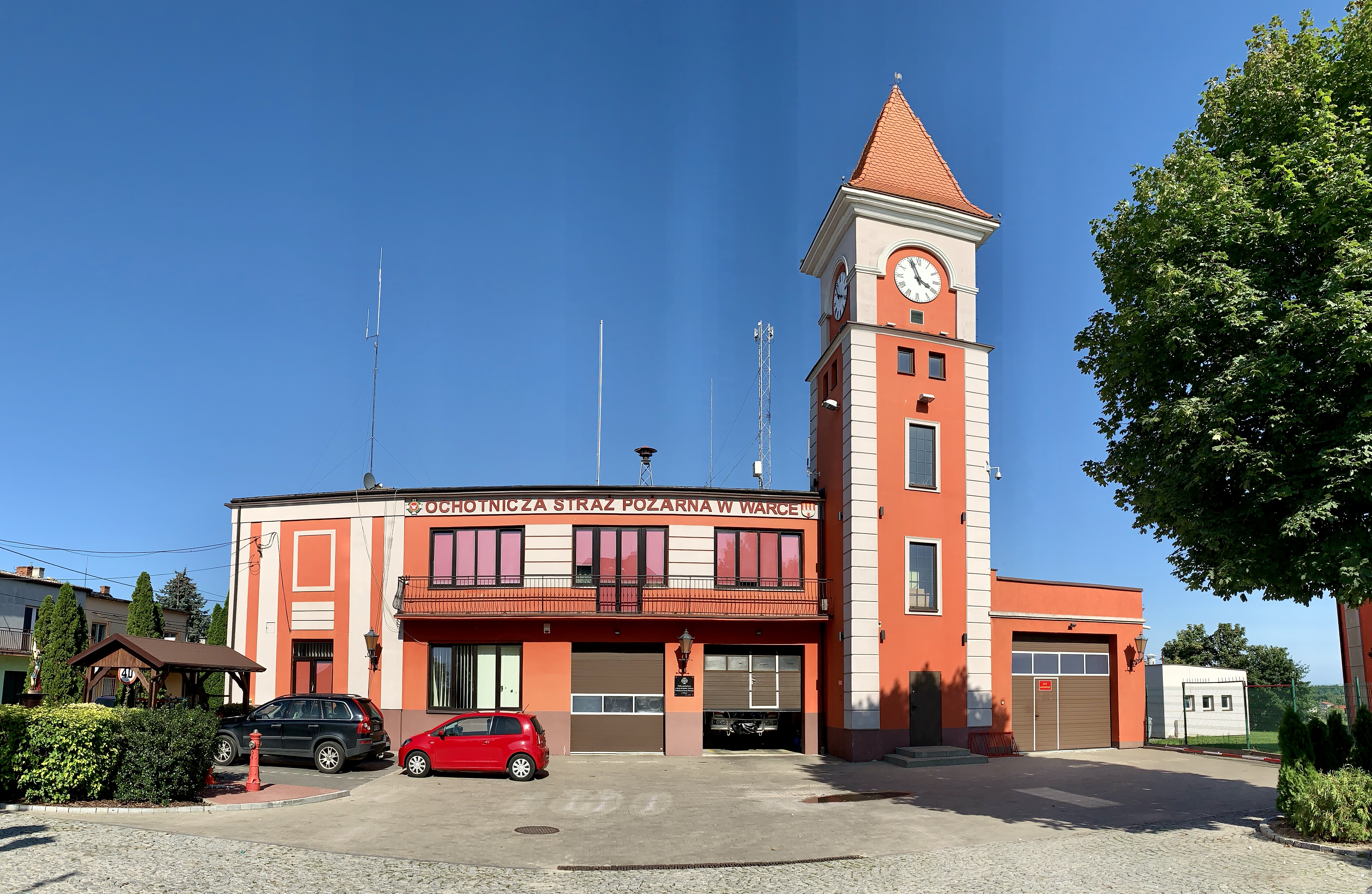
Пожежна частина у Варці

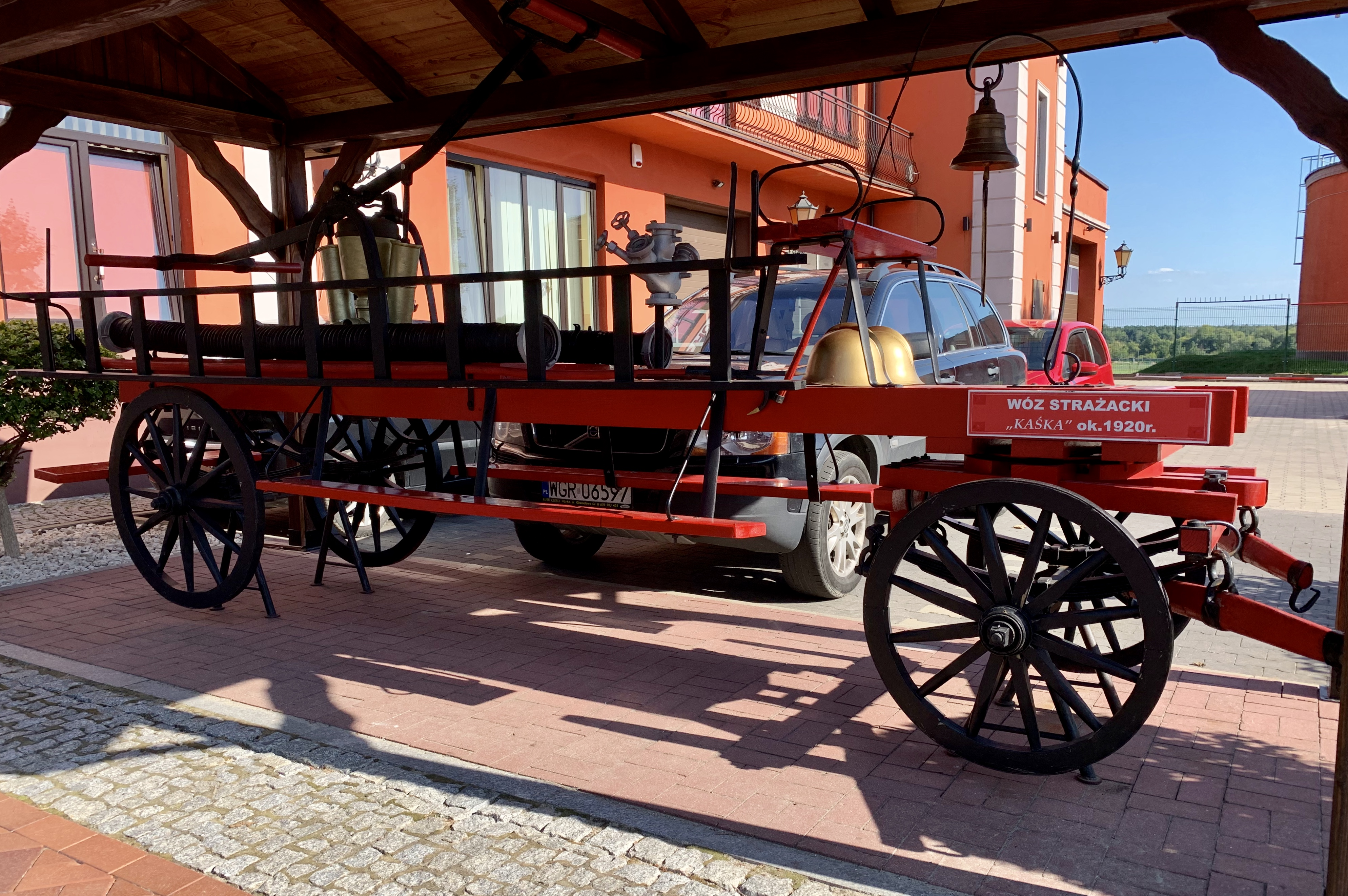
Старий автомобіль добровільної пожежної служби

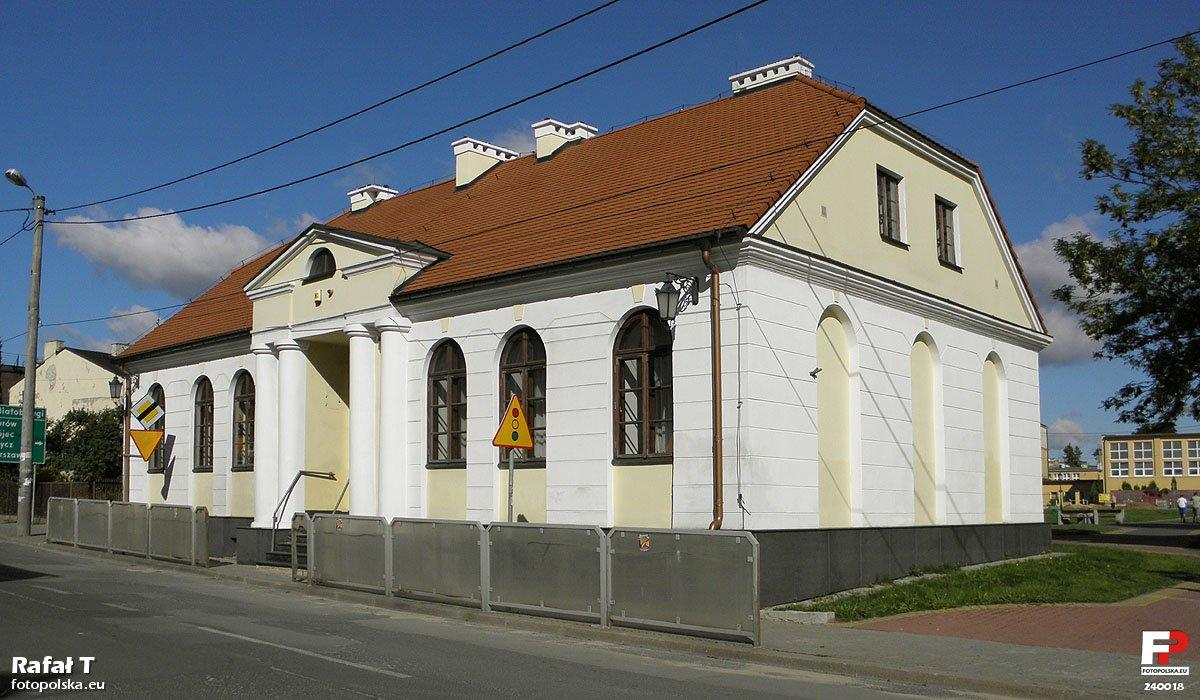
Міщанський будинок

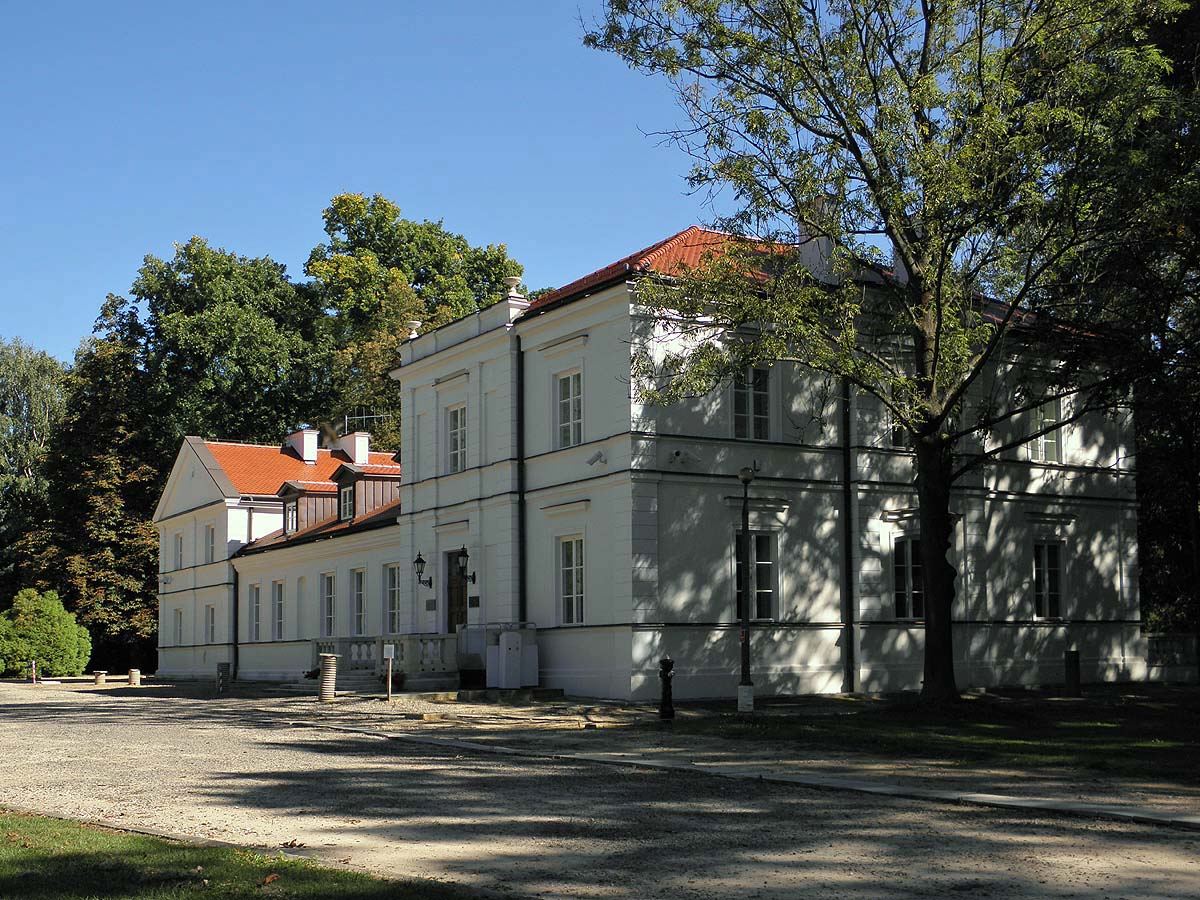
Палац Пулаських

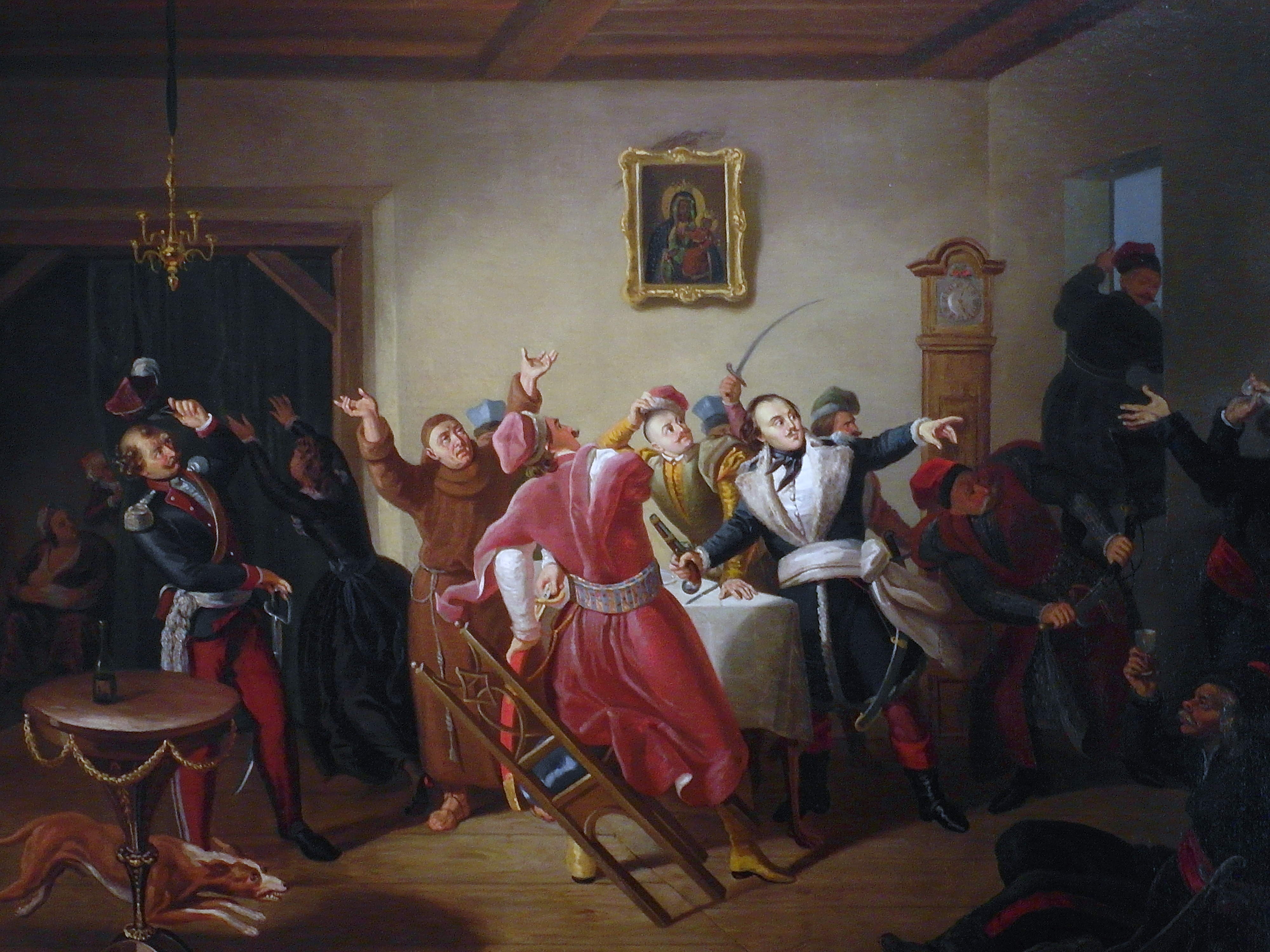

Ратуша — будівля у класицистичному стилі. У 1742 році це була дерев’яна будівля на ринковій площі. На початку XIX століття збудували нову. Сильно пошкоджену під час Другої світової, будівлю відновили у 2007–2008 роках, додавши прибудову ззаду. На фасаді розміщені меморіальні дошки, присвячені історії Варки.
Пожежна частина – Добровольча пожежна команда у Варці була заснована в 1908 році після великої пожежі 1904 року. Відтоді вона стала важливою частиною міського життя і донині виконує не лише рятувальні функції, а й бере участь у культурних заходах. Перед будівлею цієї пожежної частини встановлено старовинну дрезину, яка становить історичний інтерес і відображає традиції пожежної справи в Польщі. Щодня о 12 годині з пожежної вежі грає пісня «Танго Варка» Вітольда Гжелевського, яку осучаснив його онук Артур Гжелевський.
Міщанський будинок (XIX ст.) — знаходиться на вулиці Длуга 3. Садиба була побудована в першій половині XIX століття. Це приклад архітектури маленького міста того періоду. Це була одна з небагатьох будівель, що вціліли, хоча й зазнала значних руйнувань під час Другої світової війни. Після війни вона слугувала притулком для бездомних і їдальнею. З 2006 року у ньому розташувався культурний центр де регулярно проводить освітні заходи, концерти та історичні події для туристів та містян.
Палац Пулаських (кінець XVII ст.) — розташований у районі Віняри. Нині у палаці Музей імені Казимира Пуласького, де експонуються пам’ятки, пов'язані з життям Пуласького та участю поляків у війні за незалежність США. Навколо палацу знаходиться парк і пам’ятник Казимиру Пулаському. Росташований за адресою ул. Казимира Пуласько 24, 05-660 Варка

### Місця пам’яті
Могила полковника Петра Висоцького — розташована на цвинтарі Варки. 
Пам’ятник на місці будинку Петра Висоцького — будинок, у якому полковник жив (з 1857 р.) і помер (1875 р.), згорів у 1939 році.
Пам’ятник повстанцям 1863 року — розташований на Блонах і присвячений страченим полковнику Владиславу Конановичу та його ад'ютантам.
Пам’ятник жертвам репресій на Сході — також відомий як Катинські Хрести.

### Інші пам’ятки
Огель цадика Ісаака Каліша — знаходиться на довоєнному кіркуті поблизу залізничного мосту.

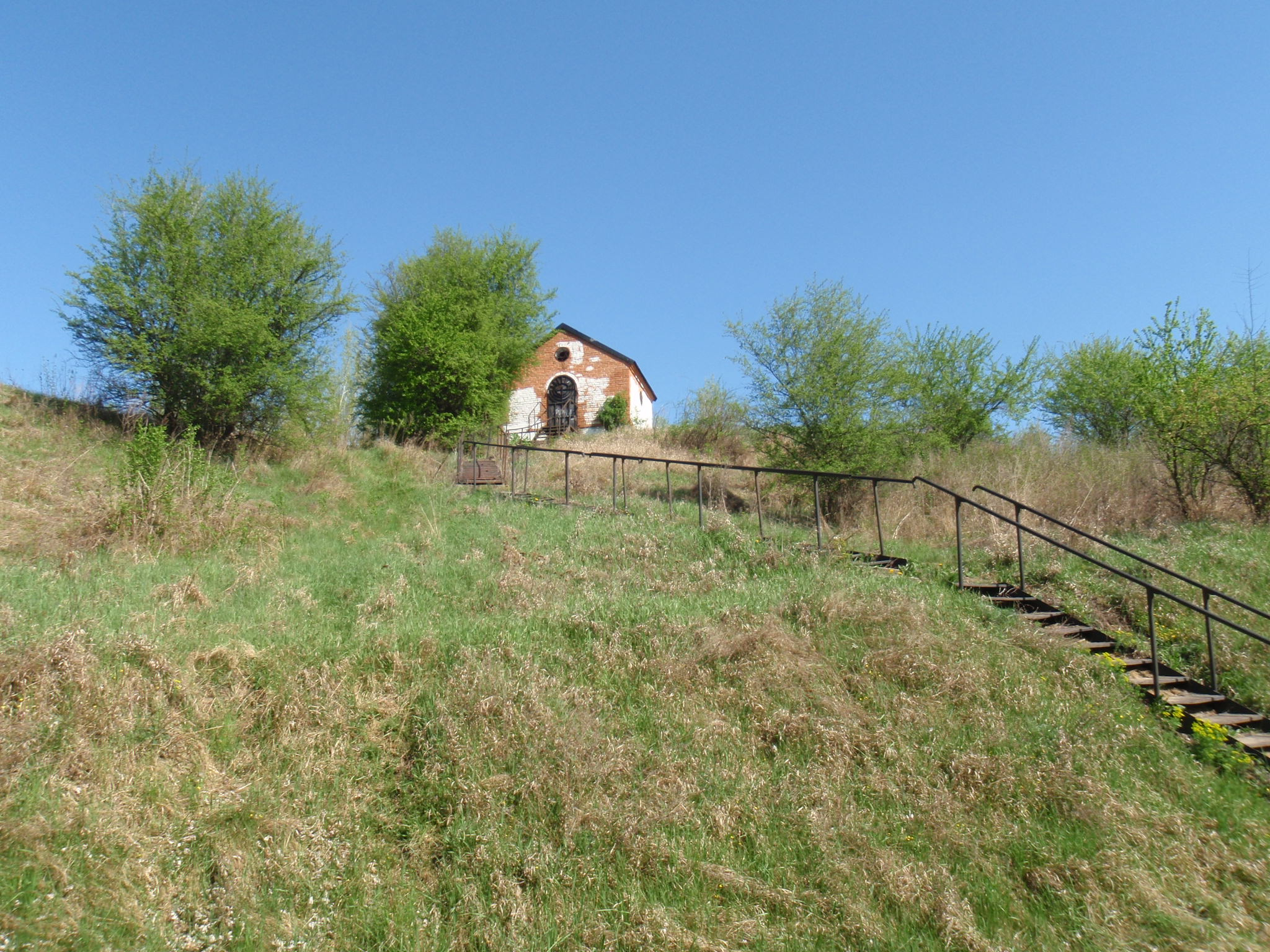
Єврейське кладовище у Варці

Археологічна стоянка у Старій Варці (5 км від міста).
Гармата часів вересня 1939 року — відновлена зі збереженням слідів від снарядів. Встановлена біля тиру Клубу офіцерів запасу поруч зі стадіоном KS Warka.

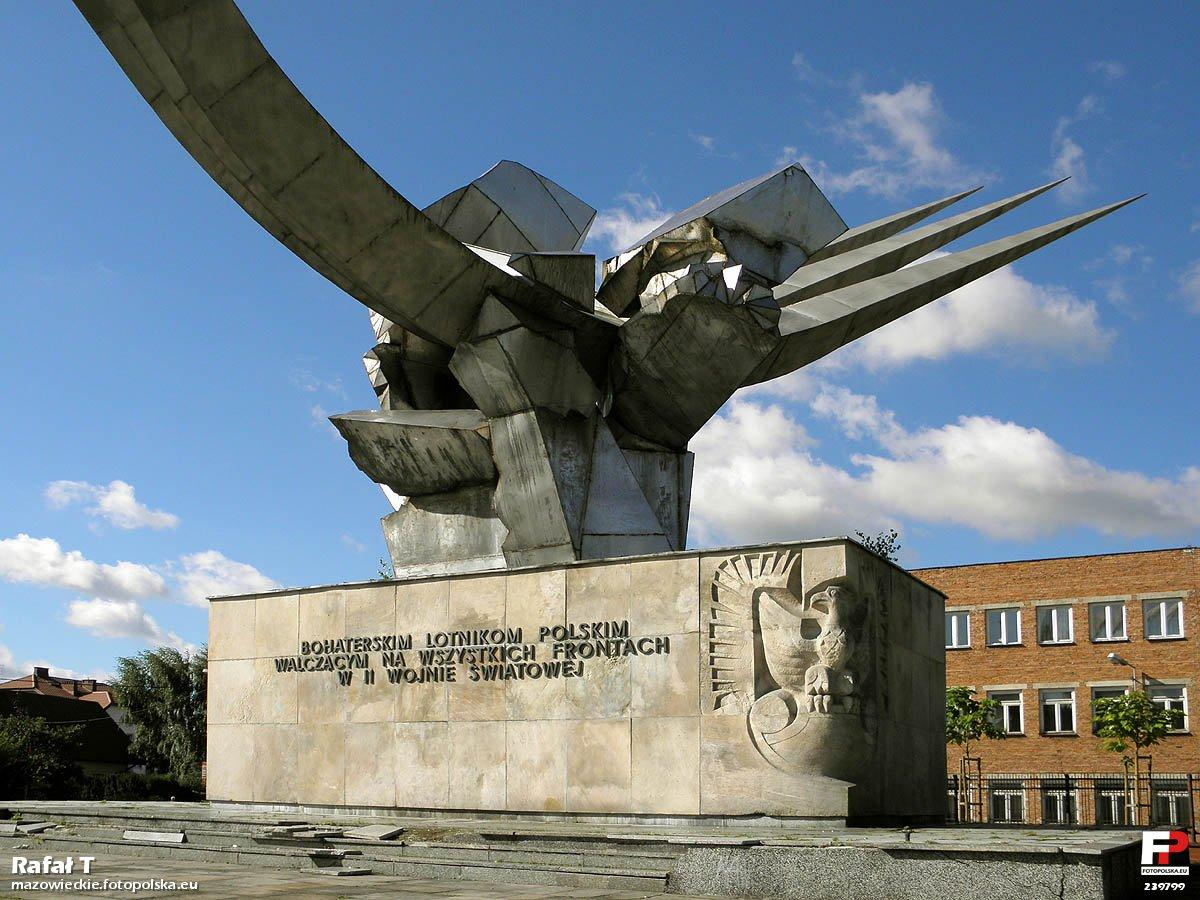
Пам'ятник льотчикам у Варці на честь боїв, що точилися над містом у 1944 році

## Туристичні маршрути Варки
Через варку проходять три великі пішохідні маршрути  навколо самого міста Варка, Варка - Лесьов, Варка - Гора Калварія. Всі вони дозволяють поєднати активний відпочинок на природі з можливістю досліджувати навколишні краєвиди та пам'ятки.

## Рекреаційні зони
Кемпінг біля річки Піліца розташований на площі понад 8 га за адресою: вул. Новий З'їзд, 6, у Варці. Це просторе місце ідеально підходить для відпочинку на природі, активного дозвілля та сімейних пікніків.

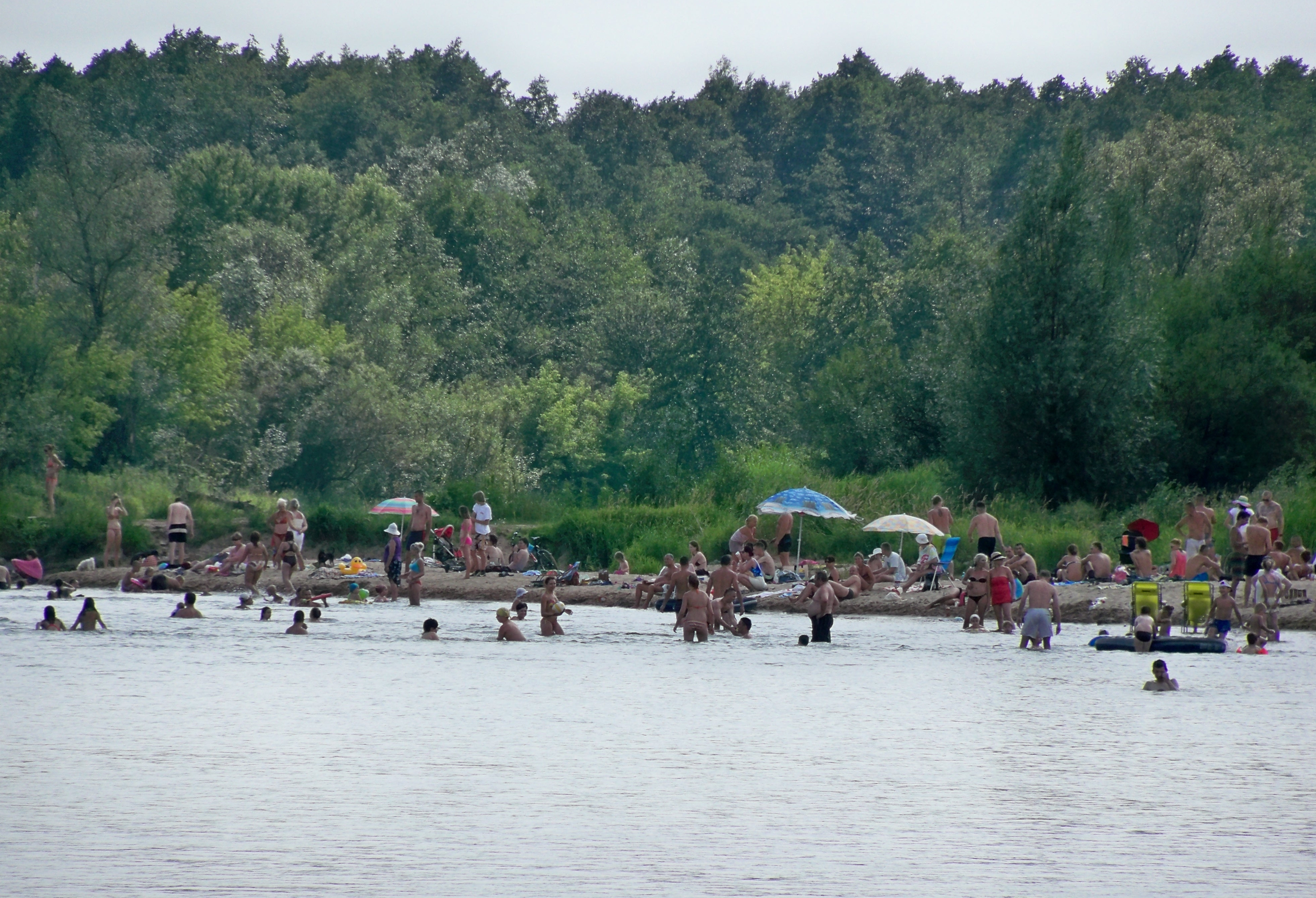
Дикий пляж у Варці

У Варці на річці Піліца є два чудові пляжі, які ідеально підходять для літнього відпочинку:
Головний пляж біля мосту — популярне місце серед місцевих жителів. Тут облаштовано зону для купання, є пісок для засмаги та місця для пікніків.
Пляж у напрямку Пальчева — затишний і менш людний варіант. Оточений природою, ідеальний для спокійного відпочинку або риболовлі.
Обидва пляжі пропонують мальовничі краєвиди та приємну атмосферу.

## Каякінг

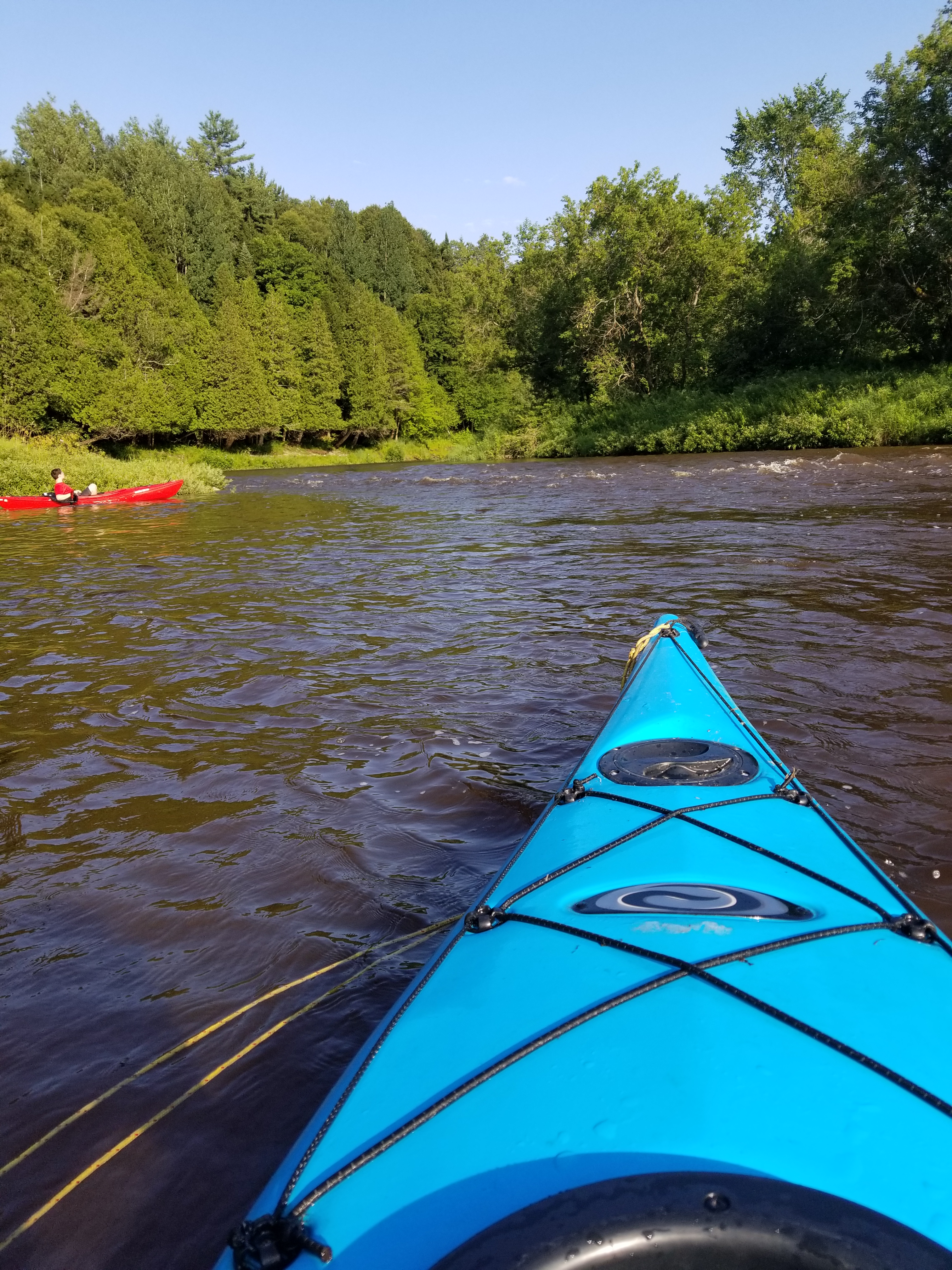

Варка, розташована на мальовничих берегах річки Піліца, є ідеальним місцем для любителів каякінгу. Сплави на каяках тут пропонують унікальну можливість насолодитися природною красою Мазовецького воєводства, спостерігаючи за багатою флорою та фауною регіону.
Маршрути сплавів навколо Варки підходять як для початківців, так і для досвідчених каякерів. Спокійні води Піліци дозволяють безпечно насолоджуватися подорожжю, милуючись краєвидами лісів, луків та історичних пам'яток, таких як замки та старовинні млини.
Місцеві туристичні компанії пропонують різноманітні послуги, включаючи оренду каяків, організацію групових сплавів та інструктаж для новачків. Деякі з них також забезпечують трансфер до місця старту та повернення після завершення маршруту, що робить подорож максимально комфортною.
Після активного дня на воді туристи можуть відпочити в затишних ресторанах Варки, скуштувавши місцеві страви та напої. Місто також відоме своїм пивом, тож дегустація місцевого пива стане чудовим завершенням дня.

## Демографія
На 2023 рік кількість постійних мешканців міста Варка склало 11932 особи, з яких 51,6% жінки, а 48,4% чоловіки. З 2002 по 2023 рік населення зросло на 8,2%. Середній вік мешканців становить 40,3 року, що трохи менше, ніж у Мазовецькому воєводстві та загалом по Польщі.
У 2022 році укладено 43 шлюби (3,6 на 1000 жителів) і 1,4 розлучення на 1000 осіб — це менше, ніж у середньому по воєводству і країні. 25,8% населення неодружені, 58% одружені, 5,8% розлучені, а 9,7% — вдови чи вдівці. Природний приріст становить -18 осіб (-1,50 на 1000 жителів).
Того ж року народилося 113 дітей (46% дівчаток, 54% хлопчиків) із середньою вагою 3360 г. Демографічний коефіцієнт становить 0,72. Смертність — 10,95 на 1000 осіб, 33,8% смертей спричинені хворобами серця, 21,4% — онкологією, 3,7% — хворобами дихальної системи.
2022 році у місті 58,5% людей працездатного віку, 20,4% — непрацездатного, 21,2% — пенсійного.  

З 2002 по 2023 рік чисельність населення гміни Варка дещо збільшилась, попри невеликому зменшенню в перші роки 2000-х. В цілому, населення залишалося стабільним з невеликим зростанням. На 2023 рік - 19182 особи.

### Рівень міграції
В місті спостерігається переселення з сільських територій. Це може бути пов'язано з кращими умовами життя та робочими місцями в місті.

## Економіка
Економіка міста та муніципалітету Варка поєднує промислові та сільськогосподарські напрями. Серед найбільш значущих підприємств виділяється група «Живець», яка входить до складу групи «Прима», а також Warwin S.A. — виробник фруктових вин і концентратів. Окрім великих компаній, у Варці активно працює близько 1200 невеликих приватних підприємств. Основу промислової діяльності муніципалітету становить переробка фруктів. Ця галузь базується на вирощуванні яблук, вишні та полуниці, які є ключовими культурами регіону. Варка та її околиці славляться розлогими садами, що забезпечують засоби до існування більшості місцевих фермерів і формують основу аграрного потенціалу регіону. Окрім місцевої зайнятості, значна частина мешканців Варки щодня їздить на роботу до Варшави. Завдяки регулярним електропоїздам подорож до центру столиці займає лише 40–50 хвилин, що робить Варку зручною локацією для проживання тих, хто працює у великому місті.

### Рівень безробіття
Безробіття в Варці знаходиться на порівняно низькому рівні, що вказує на стабільний ринок праці в місті.

## Транспорт
Дорожня інфраструктура

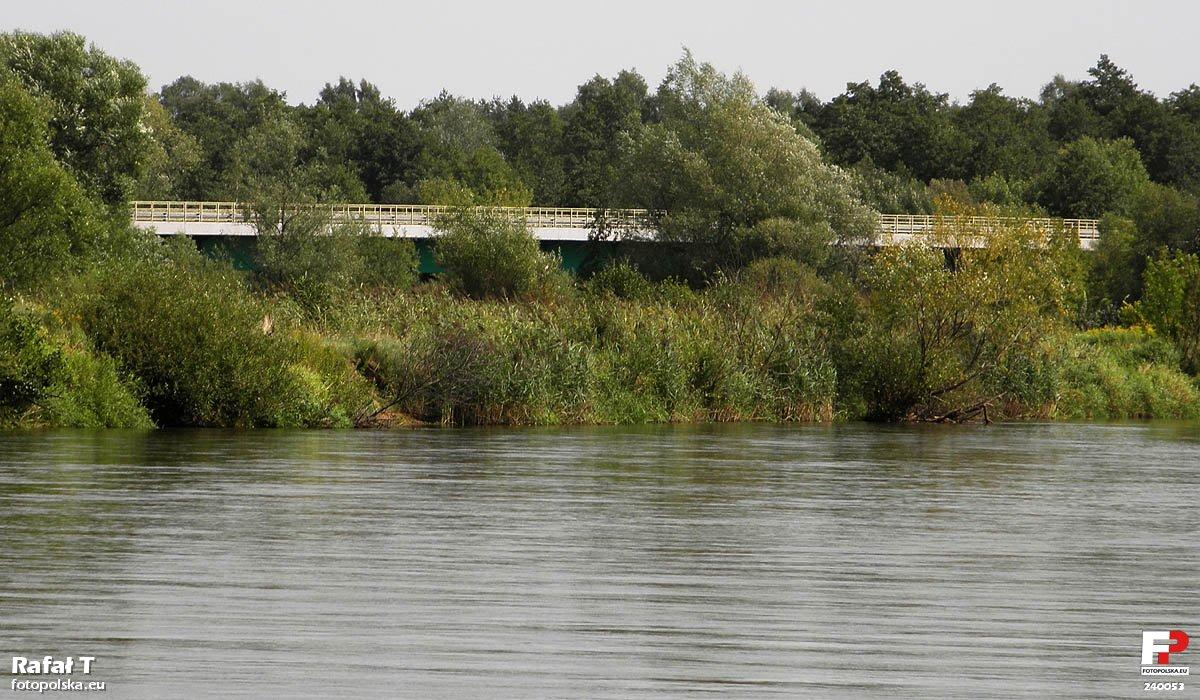
Aвтомобільний міст через річку Піліца

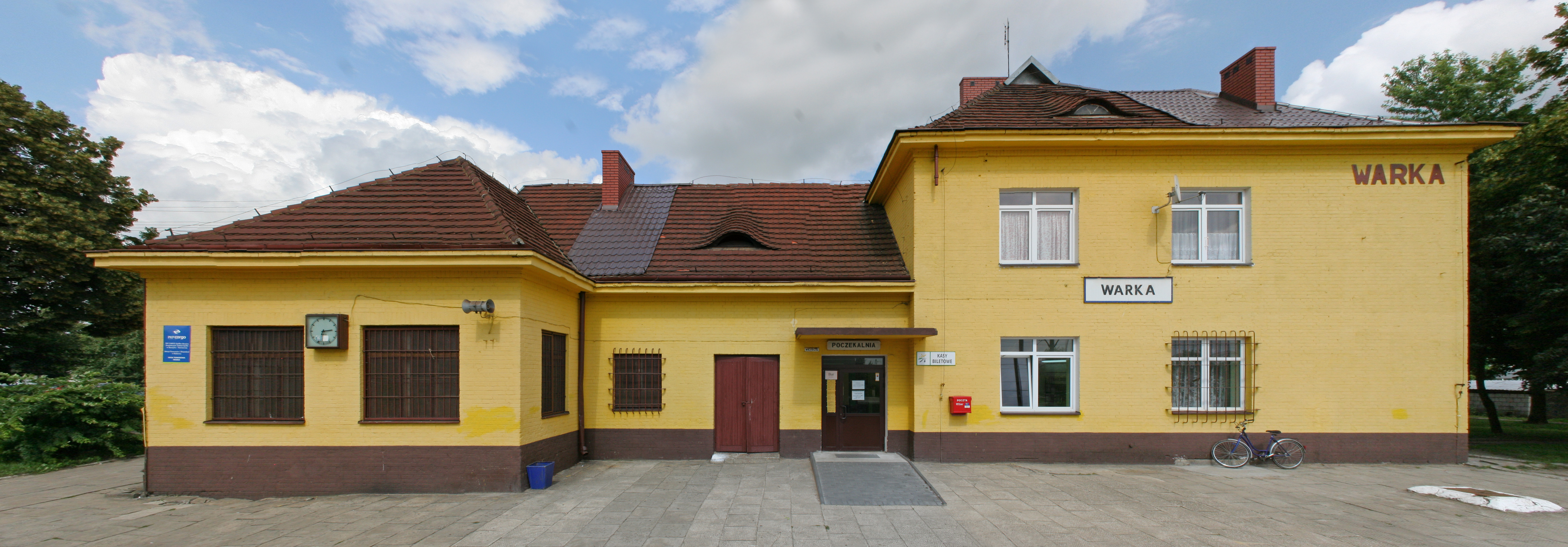
Старий вокзал у Варці

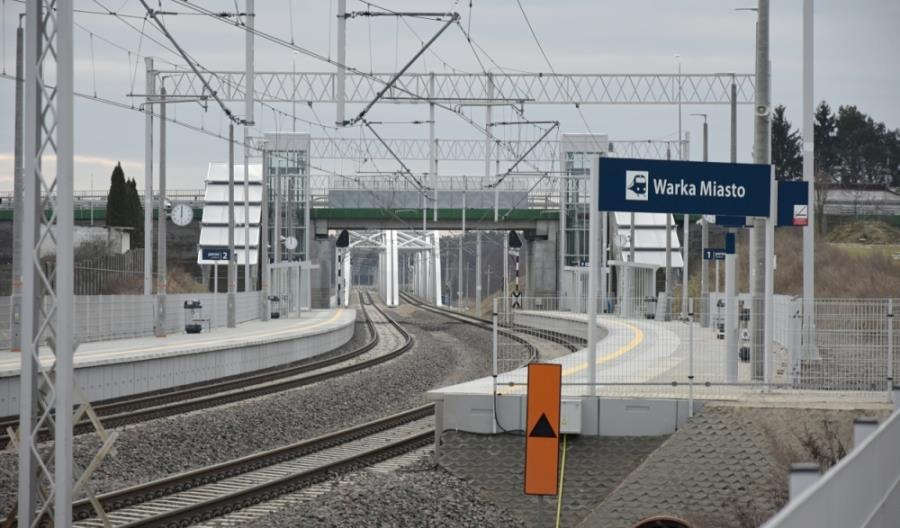
Залізнична станція Warka Miasto

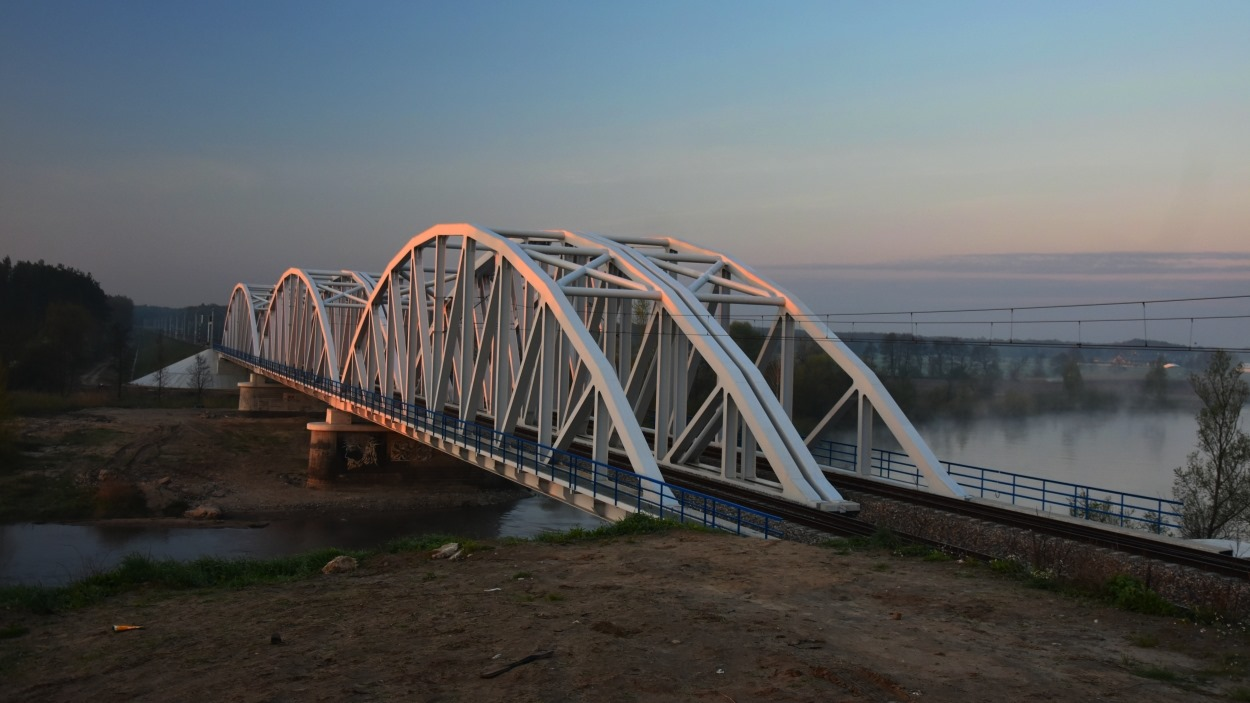
Залізничний міст через річку Піліця

Через Варку проходять кілька воєводських доріг:
- Воєводська дорога 730: Груєць – Варка – Гловачув.
- Воєводська дорога 731: Білобжеги – Варка – Потич.
- Воєводська дорога 736: Варка – Магнушев.

На воєводській дорозі 730 у межах міста розташований автомобільний міст через річку Піліца. Міст, побудований зі сталевої балкової конструкції із залізобетонною плитою, носить ім’я гетьмана Стефана Чарнецького. Його довжина становить 152 метри.
Залізничне сполучення
У Варці є дві пасажирські залізничні станції:
1.	Warka – основна залізнична станція, розташована ближче до центру міста. 
2.	Warka Miasto – нова зупинка, введена в експлуатацію в 2022 році, що знаходиться поблизу вулиці Авіаців.
Обидві станції обслуговують пасажирські потяги Мазовецьких залізниць та PKP Intercity, забезпечуючи зручне сполучення з Варшавою, Краковом та іншими містами.

## Освіта

#### Яслі
- Яслі «Маленький Ведмедик» Вул. Туристична 87, Варка
- Яслі «Дюймовочка» Бартоломей Юрчак. Вул. Полна 21, Варка
- Не державні Яслі «KUBUSIOWY» Вул. Священика кардинала Стефана Вишинського 3 лок. 3 [23]

#### Дитячі садочки
- Дитячий садок No. 1  «Касковий корабель» [24]
- Недержавний дитячий садок «Дюймовочка» [25]
- «Кубусовий» Дитячий Садок. Недержавний дитячий садок [26]

#### Початкові школи
- Початкова школа 1 ім. Петра Висоцького у Варці [27]
- Державна початкова школа 2 з інтеграційними відділеннями ім. Казімєжа Пуласького у Варці [28]

#### Середні школи
- Ліцей ім. Петра Висоцького у Варці [29]
- Шкільний комплекс ім. 1 полку винищувальної авіації «Варшава» у Варці [30]

### Інфраструктура та житлові умови
Варка розвивається інфраструктурно. Місто активно вкладає в оновлення доріг, житлових масивів та громадських просторів. Зростає кількість новобудов, супермаркетів, магазинів тощо..

## Спортивні, рекреаційні клуби та організації
- SWKS – Асоціація Варецький Стрілецький Клуб [32]
- Організація польських скаутів (харцерів) у Варці[33]
- KS Pułaski Warka – Чоловічий баскетбольний клуб
- KS Start Pułaski Warka – клуб бігунів [34]
- WTS Warka – Чоловічий волейбольний клуб
- KS Warka – Чоловічий футбольний клуб заснований в 1923 році [35]
- Warka-Team — це команда, що займається автоспортом, зокрема ралійними змаганнями. Це місцевий колектив із Варки, який бере участь у різноманітних ралійних заходах і змаганнях, представляючи своє місто. [36]
- UKS Olimpic Warka — це молодіжний спортивний клуб плавання, розташований у Варці. Клуб надає можливості як для аматорів, так і для тих, хто прагне досягти високих спортивних результатів. Заняття проводять кваліфіковані тренери, які працюють над фізичним розвитком дітей, їхньою витривалістю та спортивним духом. Також UKS Olimpic Warka може брати участь в організації водних заходів і змагань у регіоні.

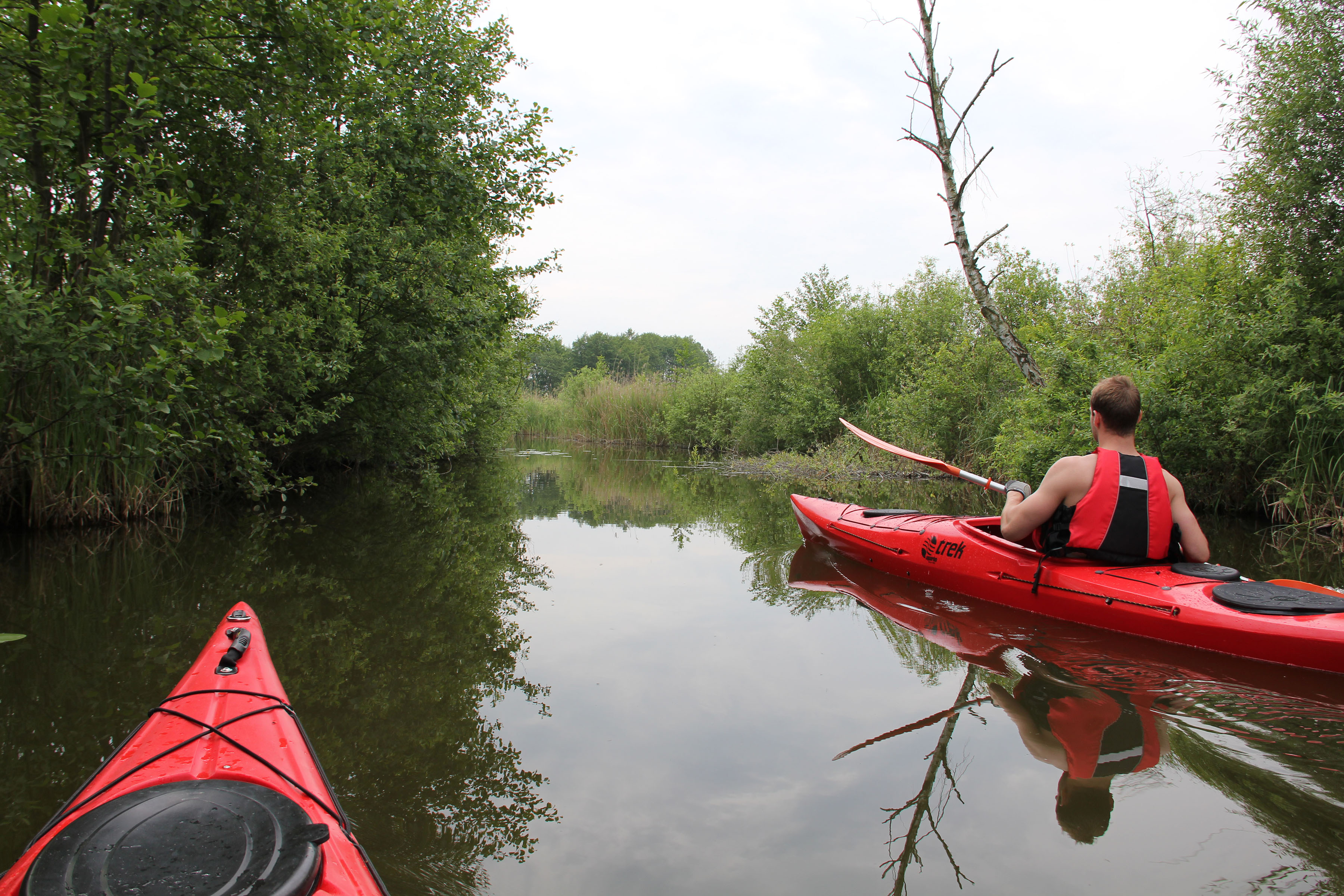

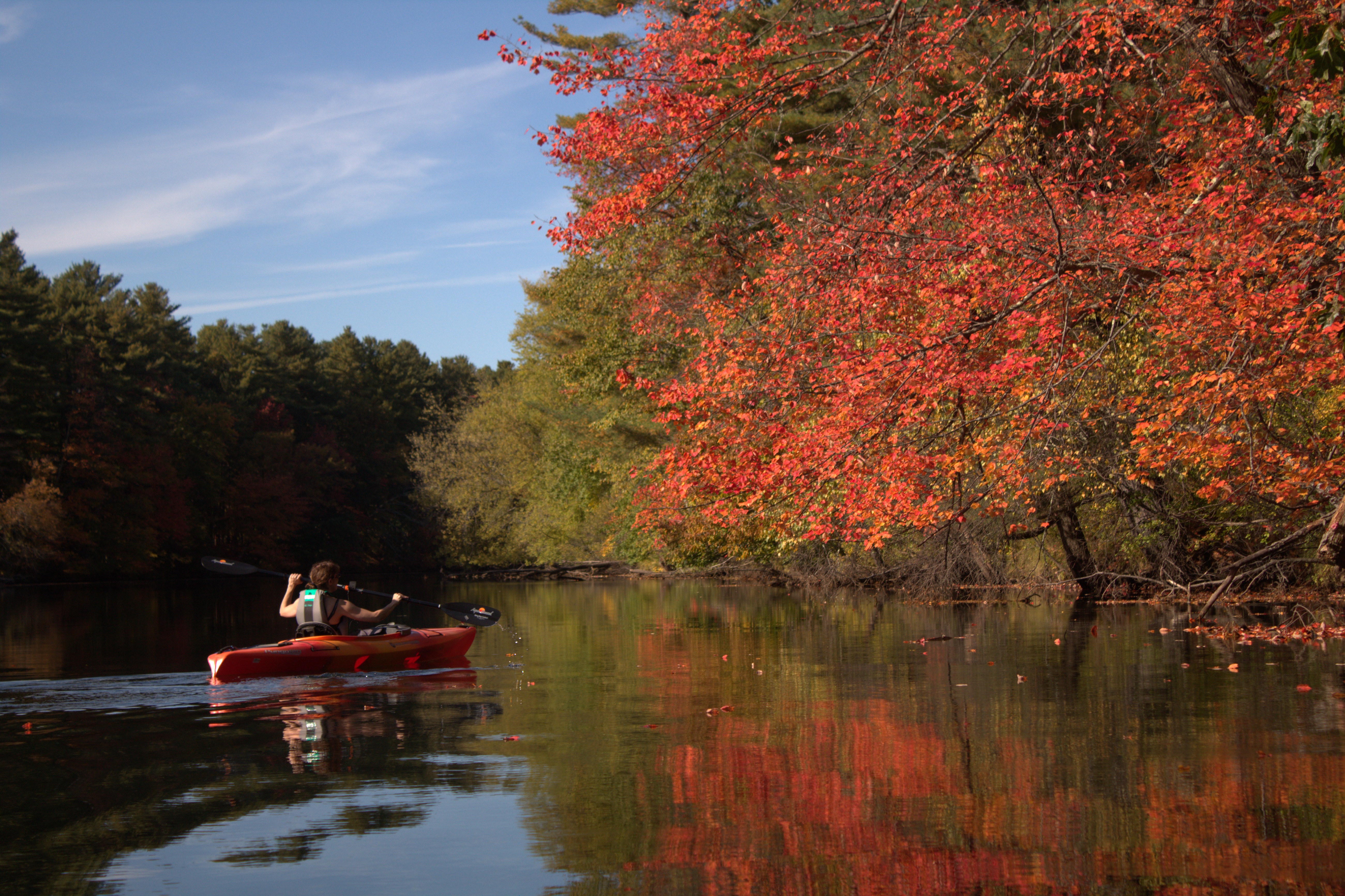

- „Korek” Warka – Klub Kajakowy — це місцевий клуб веслування на байдарках, який функціонує у Варці. Основна діяльність клубу зосереджена на популяризації водних видів спорту, організації тренувань із веслування та проведенні байдаркових змагань. Завдяки своєму розташуванню біля річки Піліца, клуб має чудові умови для тренувань та рекреаційних сплавів.

- Farma Sielanka – Ośrodek Jeździecki — це сучасний кінний центр, розташований поблизу Варки, який пропонує широкий спектр послуг, пов’язаних із кінним спортом і відпочинком на природі.[37]

- UKS Tom Bee Team – Sekcja — це секція спортивного клубу, що спеціалізується на кінному спорті. Вона діє у Варці, зосереджуючи свою діяльність на навчанні верховій їзді та розвитку кінного спорту серед дітей, молоді та дорослих. [38]
- Odnova – Klub fitness — це фітнес-клуб у Варці, який пропонує різноманітні програми для підтримки фізичної форми та здоров’я. Клуб орієнтований на людей різного віку та рівня підготовки, пропонуючи як індивідуальні, так і групові заняття. [39]
- CeSiR Warka – Centrum Sportu i Rekreacji — це центр спорту та відпочинку в місті Варка, який пропонує різноманітні можливості для активного дозвілля, фізичної активності та спортивних тренувань.Центр обслуговує людей різного віку та рівня фізичної підготовки, створюючи умови для спортивних заходів, тренувань та відпочинку. [40]
- Paintball Hardcore Warka – Centrum — це центр для проведення ігор у пейнтбол, розташований у Варці. Тут організовуються змагання та активні заходи з пейнтболу для груп, команд і окремих учасників, які прагнуть випробувати свої навички у командних боях. [41]

## Клімат
Місто і гміна Варка належать до зони теплого помірного перехідного клімату і розташовані на кордоні розділених польських кліматичних регіонів: Лодзь-Вільнюс, Мазовія-Підляшшя. Регіон міста і гміни класифікується як Dfb за Кеппеном і Гейгером - вологий континентальний клімат з м'яким літом.
| Клімат Варки             | Клімат Варки | Клімат Варки | Клімат Варки | Клімат Варки | Клімат Варки | Клімат Варки | Клімат Варки | Клімат Варки | Клімат Варки | Клімат Варки | Клімат Варки | Клімат Варки | Клімат Варки |
| Показник                 | Січ.         | Лют.         | Бер.         | Квіт.        | Трав.        | Черв.        | Лип.         | Серп.        | Вер.         | Жовт.        | Лист.        | Груд.        | Рік          |
| Абсолютний максимум, °C  | 13,2         | 17,3         | 25,3         | 30,2         | 33,6         | 35,5         | 39,4         | 39,3         | 35,7         | 27,9         | 23,2         | 15,2         | 39,4         |
| Середній максимум, °C    | −0,8         | 0,7          | 6,5          | 15           | 21,1         | 24,6         | 26,5         | 25,9         | 20           | 12,9         | 5,3          | 0,5          | 13,2         |
| Середня температура, °C  | −3,2         | −2,3         | 2,5          | 10           | 15,8         | 19,5         | 21,3         | 20,5         | 14,9         | 8,6          | 2,6          | −1,8         | 9            |
| Середній мінімум, °C     | −5,5         | −5           | −0,8         | 5,7          | 10,9         | 14,8         | 16,7         | 15,7         | 10,6         | 5,1          | 0,4          | −3,9         | 5,4          |
| Абсолютний мінімум, °C   | −31,1        | −32,2        | −24,9        | −10,4        | −2,4         | 2,5          | 5,8          | 2,6          | −2,9         | −17,8        | −21,9        | −30          | −32,2        |
| Норма опадів, мм         | 37.6         | 39.5         | 40.1         | 41.8         | 64.6         | 72.7         | 68.1         | 56           | 57.4         | 46.4         | 45.8         | 46.9         | 616.9        |
| ------------------------ | ------------ | ------------ | ------------ | ------------ | ------------ | ------------ | ------------ | ------------ | ------------ | ------------ | ------------ | ------------ | ------------ |
| Джерело: Погода і клімат |              |              |              |              |              |              |              |              |              |              |              |              |              |

## Локальні ЗМІ
| - GminaWarka.pl - Warka24 - Warka bez Cenzury - Echo Dnia - Grójec24 | - Kurier Warecki - Tygodnik OKO | - TV Warka |

## Українці у Варці
Варка має свою частку української діаспори, яка є частиною більшої української громади в Польщі. Ця громада почала формуватися в 90-х роках XX століття, але найбільший приріст українців відбувся після 2014 року, у зв’язку з політичними та економічними труднощами в Україні, а також після 2022 року через війну. Польська влада та громадські організації надають значну підтримку українцям. Зокрема, діють програми допомоги біженцям, пропонуються мовні курси та юридична консультація. 

## Благодійні організації та діяльність
Асоціація "Dobromocni" — організація, що надає благодійну допомогу дітям та сім'ям, що потребують підтримки в Польщі, сприяє розвитку різних соціальних ініціатив.
Інтернет-портал благодійної допомоги дітям "Pomocna – Dłoń" — онлайн-платформа, яка дозволяє збирати та надавати допомогу дітям та їхнім родинам, що знаходяться у складних життєвих обставинах.
Асоціація на підтримку дітей та осіб з інвалідністю "Tęcza" — організація, що займається підтримкою дітей та дорослих з інвалідністю, надаючи їм необхідну допомогу та розвиваючи соціальну інтеграцію.
Громадська організація "Fundacja Młodzi dla Warki = Robi się" — благодійна організація, яка активно працює над покращенням життя молоді в районі Варки, організовуючи культурні та соціальні проекти.
Асоціація W.A.R.K.A. — організація, що підтримує місцеві ініціативи в Варці, зокрема в галузях культури, спорту та освіти, сприяючи розвитку громадянської активності.
Програма Польсько-Американського Фонду Свободи "Lokalne Partnerstwa PAFW" — ініціатива, що сприяє розвитку місцевих партнерств та громадських організацій у Польщі шляхом фінансування і підтримки соціальних проектів.